# Micpe Jericho
Micpe Jericho (hebr. מצפה יריחו) – osiedle żydowskie położone w samorządzie regionu Matte Binjamin, w Dystrykcie Judei i Samarii, w Izraelu.
Leży w północnej części pustyni Judzkiej, w odległości 10 km na wschód od Ma’ale Adummim i południowy zachód od Jerycha.

## Historia
29 listopada 1947 roku Zgromadzenie Ogólne Organizacji Narodów Zjednoczonych przyjęło Rezolucję nr 181 w sprawie podziału Palestyny na dwa państwa: żydowskie i arabskie. Tutejsze tereny miały znajdować się w państwie arabskim i w wyniku wojny o niepodległość w 1948 znalazły się pod okupacją Jordanii.
Podczas wojny sześciodniowej w 1967 ziemie te zajęły wojska izraelskie. Osadę założyła w październiku 1977 grupa żydowskich osadników. Pierwotnie powstała ona na rządowych ziemiach przylegających do palestyńskiego miasta Jerycho i nazywała się Garin Jericho, jednak z powodu sprzeciwu ministra obrony Ezera Weizmana osadnicy wycofali się. Kilka dni później minister rolnictwa Ariel Szaron zasugerował, że najlepszym miejscem pod założenie nowej osady będzie jałowe wzgórze górujące nad strategicznym skrzyżowaniem drogi prowadzącej z Jerycha z drogą prowadzącą z Jordanii do Jerozolimy. Jest to obecna lokalizacja wioski.
Początkowo w osiedlu osiedlali się Żydzi religijni i świeccy, jednak w 1979 świeccy osadnicy przenieśli się bliżej miasta Jerycho i założyli nową osadę Wered Jericho. Warunki życia w Micpe Jericho były bardzo ciężkie, gdyż osadnicy mieszkali w przyczepach kempingowych i namiotach. Sporadycznie agregat prądotwórczy dostarczał energii elektrycznej. Dopiero w 1981 rozpoczęła się budowa domów.

## Edukacja
W osiedlu znajduje się szkoła podstawowa i uczelnia religijna jesziwa Netiwot Josef Jesziwa. Uczniowie szkół średnich są dowożeni do Ma’ale Adummim.

## Religia
W osiedlu znajdują się 3 synagogi: aszkenazyjska, sefardyjska i chasydzka.

## Gospodarka
W osiedlu znajduje się kilka firm z branży elektronicznej i hi-tech. Dodatkowym źródłem dochodów jest turystyka.

## Turystyka
Dużą tutejszą atrakcją jest położony w pobliżu park narodowy w wadi Kelt. Znajdują się tutaj ruiny twierdzy Kypros z czasów Machabeuszów oraz monaster św. Jerzego Koziby.

## Komunikacja
Przy osiedlu przebiega droga ekspresowa nr 1  (Tel Awiw–Jerozolima–Bet ha-Arawa).